# گیم‌پلی
روند بازی یا گیم‌پلی (به انگلیسی: Gameplay) تعامل با یک بازی رایانه‌ای از طریق قواعدش است، به عبارت دیگر ارتباط بین بازیکن و بازی ویدئویی، رقابت کردن و مغلوب کردن چالش‌های بازی، طرح‌ریزی کردن و ارتباط بازیکن با بازی است. روند بازی، مجزا از گرافیک یا اجزای صدا است.

## بررسی اجمالی
واژهٔ روند بازی که همراه با توسعهٔ بازی‌های ویدیویی در دههٔ ۱۹۸۰ به وجود آمد، صرفاً در زمینهٔ بازی‌های ویدیویی مورد استفاده قرار گرفت، اگرچه اکنون و با محبوبیت آن، در توصیف سایر اَشکال بازی‌های سنتی‌تر هم مورد استفاده قرار گرفته‌است. به‌طور کلی، روند بازی به عنوان تجربهٔ کلی از انجام یک بازی ویدیویی در نظر گرفته می‌شود، به استثنای عواملی مانند گرافیک و صدا. از سوی دیگر، مکانیک بازی، مجموعه‌ای از قوانین در یک بازی است که برای ایجاد یک تجربهٔ لذت‌بخش از بازی، در نظر گرفته شده‌است. بحث‌های علمی به‌طور خاص به مکانیک بازی گرایش دارد و از روند بازی به‌دلیل مبهم بودن پرهیز می‌کند. گاهی «روند بازی» به اشتباه برای بازی‌های کارتی به‌کار می‌رود که در آن، اصطلاح معمول «روش بازی» (play) است؛ و به نحوهٔ بازی با کارت‌ها مطابق با قوانین اشاره دارد (برخلاف جنبه‌های دیگر مانند معامله یا مناقصه).

## انواع
سه مؤلفه در روند بازی وجود دارد:
«قوانین دستکاری»، تعریف می‌کند که بازیکن در بازی چه کارهایی می‌تواند انجام دهد.
«قوانین هدف»، هدف بازی را تعیین می‌کند.
و «قوانین بالادستی» تعریف می‌کند که چگونه یک بازی را می‌توان تنظیم کرد یا تغییر داد.
در بازی‌های ویدیویی روند بازی را می‌توان به چند نوع تقسیم کرد. به‌عنوان مثال، روند بازی همکارانه شامل دو یا چند بازیکن است که در یک تیم بازی می‌کنند.
انواع مختلف روند بازی در زیر فهرست شده‌اند:
- بازی ویدیویی چندنفره[ت]
- بازی ویدئویی همکارانه[ث]
- روند بازی نوبنیاد[ج]
- روند بازی غیرخطی[چ]